# Bete Balanço (canção)
"Bete Balanço" é a última faixa do terceiro álbum, Maior Abandonado de 1984, da banda de rock brasileiro Barão Vermelho. Foi a terceira música mais regravada que foi composta por Cazuza.
É marcada pelo seu balanço funk, coisa que os Rolling Stones, uma das maiores influências da banda, estava fazendo também. Após "Pro Dia Nascer Feliz" virar um hit no Brasil, a banda foi convidada para compor e gravar o tema do filme Bete Balanço. Tornou-se a canção de maior sucesso da banda e um clássico do rock nacional, sendo a canção mais regravada do Barão Vermelho.
"Bete Balanço" também foi interpretada por Cazuza em seu álbum O Poeta Está Vivo, em 1987.

## Contexto
Durante a produção do filme homônimo,  a banda foi chamada para escrever algumas música para o filme, a banda conseguir escrever duas canções que entraram para a película final, a faixa titulo e o "Amor, Amor". A faixa titulo foi lançada como um compacto com a canção "Amor, Amor" no lado B, a música se tornou um hit de sucesso para a banda e ajudo as vendas do álbum Maior Abandonado.

## Composição
A faixa falar sobre a historia do protagonista principal do filme Bete, que foi interpretando pelo ator Débora Bloch.